# نیجا چارلز
نیجا چارلز (انگلیسی: Nija Charles؛ زادهٔ ۲۰ اکتبر ۱۹۹۷) ترانه‌نویس و تهیه‌کننده موسیقی اهل ایالات متحده آمریکا است. او در طول حرفه خود با هنرمندانی از جمله بیانسه، جی-زی، سزا، کاردی بی، کلانی، لیدی گاگا، کریس براون، دریک همکاری داشته‌است. همچنین او با گروه انتشارات موسیقی یونیورسال قرارداد بسته‌است.